# Гудило (Пролетарский район)
Гуди́ло — посёлок в Пролетарском районе Ростовской области.
Входит в состав Николаевского сельского поселения.

## Население
| 2010 |
| ---- |
| 70   |